# Classe Buffel
Pour les articles homonymes, voir Buffel.
La classe Buffel est une classe de deux petits cuirassés, type monitor, construite pour la Marine royale néerlandaise (Koninklijke Marine) dans les années 1860.

## Conception
Les deux cuirassés à tourelles et bélier sont les premiers navires de guerre néerlandais sans voilure. Leur tâche principale est celui d'un navire de défense côtière capable d'éperonner des navires à coque bois.

## Les unités
| Nom           | Chantier naval                         | Quille            | Lancement    | Mis en service  | Sort                                      |
| ------------- | -------------------------------------- | ----------------- | ------------ | --------------- | ----------------------------------------- |
| Zr.Ms. Buffel | Robert Napiers & Sons Glasgow - Écosse | 10 juin 1867      | 10 mars 1868 | 22 juillet 1868 | Navire musée à Hellevoetsluis depuis 1974 |
| HNLMS Guinea  | Rijkswerf Amsterdam - Pays-Bas         | 1867 10 juin 1867 | 5 mai 1870   | 16 octobre 1873 | démolition en 1897                        |